# Shaolin (filme)
Shaolin (San siu lam zi) é um filme de artes marciais honconguês produzido e dirigido por Benny Chan. Lançado em 2011, foi protagonizado por Andy Lau e Nicholas Tse com participação especial de Jackie Chan.